# 安德烈·斯拉德科维奇
安德烈·斯拉德科维奇（1820年3月30日—1872年4月20日），是19世纪中叶的斯洛伐克浪漫主义诗人、批评家、翻译家、牧师。

## 生平
安德烈·斯拉德科维奇于1820年出生在哈布斯堡君主国的克魯皮納，本名安德烈·布拉克萨特利斯，是当地教员翁德烈·布拉克萨特利斯之子。斯拉德科维奇早年在家乡克鲁皮纳就学，11岁时前往派勒切尼学习匈牙利语，1831年回到克鲁皮纳，1832年，在班斯卡-什佳夫尼察的福音派中学就读，并在14岁时结识了与自己年龄相同的第一个恋人玛琳娜·格热娃。1843年至1844年，他在普魯士王國的哈勒-威登堡大學學習神學。
斯拉德科维奇虽然与玛琳娜·格热娃相互爱慕，但斯拉德科维奇出身贫穷，玛琳娜的父母并不赞同他们的婚事，最终两人没有成婚，而斯拉德科维奇最终成为了一位牧师，并迎娶了尤利娅为妻。但斯拉德科维奇难以忘怀，并写下了长达2,910行的情诗《玛琳娜》，该诗歌不仅是斯拉德科维奇的代表作，也是世界上最长的爱情诗歌。而《玛琳娜》的诗歌原稿则被保留下来，现今展出于班斯卡-什佳夫尼察的爱情银行。
此外，斯拉德科维奇也与同时期的斯洛伐克语言学家卢多维特·什图尔交好，支持后者构建书面的斯洛伐克语，亦支持斯洛伐克民族的自决运动:21。他也是文化推廣組織斯洛伐克学院的发起人之一，还写有历史诗歌《代特瓦人》，朴素而精确地描写了代特瓦一带的农民生活。他还将歌德、普希金等作家的作品译成了斯洛伐克语。